# Подокшин, Семён Александрович
Семён Александрович Подокшин (бел. Падокшын ; 1931—2004) — советский и белорусский учёный-философ и историк-медиевист. Кандидат исторических наук (1964), доктор философских наук (1987).
Старший научный сотрудник Института философии и права Академии наук Белорусской ССР (затем — Институт философии Национальной академии наук Беларуси).
Лауреат Государственной премии БССР (1984). Награждён Медалью Франциска Скорины (1993).
Научные работы по проблемам философии истории и культуры, национального самосознания, истории философии и общественно-политической мысли Беларуси эпохи Возрождения и Реформации.

## Основные труды
- Подокшин С. А. Реформация и общественная мысль Белоруссии и Литвы: (Вторая половина XVI - начало XVII в.) / АН БССР, Ин-т философии и права. — Минск, 1970.
- Подокшин С. А. Скорина и Будный: Очерк философских взглядов. — Минск: Наука и техника, 1974. — 176 с.
- Подокшин С. А. Франциск Скорина. — М.: Мысль, 1981. — 216 с. — (Мыслители прошлого). — 80 000 экз. (обл.)
- Подокшин С. А. Философская мысль эпохи Возрождения в Белоруссии: От Ф. Скорины до Симеона Полоцкого / АН БССР, Ин-т философии и права. — Минск: Навука i тэхніка, 1990. — 288 с.

При участии С. А. Подокшина вышли следующие книги:
- От Вишенского до Сковороды: (Из истории философской мысли на Украине XVI—XVIII вв.). 1972.
- Очерки истории философской и социологической мысли Белоруссии (до 1917 г.). 1973.
- Идеи гуманизма в общественно-политической и философской мысли Белоруссии (Дооктябрьский период). 1977.
- Идейные связи прогрессивных мыслителей братских народов (XVII—XVIII вв.). 1978.
- Идеи материализма и диалектики в Белоруссии. 1980.